# Joodse begraafplaats (Almelo)
De Joodse begraafplaats in de Nederlandse stad Almelo werd aangelegd halverwege de achttiende eeuw aan de Boddenstraat 22. In 1842 werd de begraafplaats in gebruik genomen.

## Achtergrond
De stichting tot instandhouding zorgt voor het toezicht en onderhoud van de twee Joodse begraafplaatsen in Almelo. De eerste begraafplaats ligt aan de Kerkhofsweg, wijk Sluitersveld en is volgens het Rechtelijk Archief Landgericht Almelo al in 1733 genoemd als "de Jodenkerkhof". Nadat de begraafplaats aan de Boddenstraat in gebruik werd genomen raakte hij in onbruik in 1848. De stichting werd in 1995 opgericht door Dick Houwaart, Jack Blom en Eléon de Haas. De aanleiding was dat de kleine Joodse gemeenschap van Almelo en omstreken niet meer in staat was om de in gebruik zijnde begraafplaats aan de Boddenstraat te onderhouden en te restaureren. Er bevinden zich 564 grafstenen, de oudste uit 1843 (drie jaar voor de officiële oprichting). In 2000 is het met het bijbehorende metaheerhuisje gerenoveerd. Twee keer per jaar is er een publieke openstelling van de begraafplaats. Tijdens de openstellingen worden ook lezingen gegeven over de begraafplaats en de Joodse gebruiken rondom het overlijden.
De begraafplaats heeft op 5 september 2021 een enorme schade opgelopen doordat een vertakking van een van de treurbeuken afbrak. De historische voormuur is daardoor onherstelbaar beschadigd en in mindere mate het metaheerhuisje. De treurbeuken konden worden gered en werden verstevigd met metalen pinnen en spandraden.